# Asota venalba
Asota venalba är en fjärilsart som beskrevs av Swinhoe 1890. Asota venalba ingår i släktet Asota och familjen nattflyn. Inga underarter finns listade i Catalogue of Life.